# Bakeridesia scabrida
Bakeridesia scabrida là một loài thực vật có hoa trong họ Cẩm quỳ. Loài này được (K.Schum.) Kearney ex Fryxell mô tả khoa học đầu tiên năm 2002.